# The Fottamaker
The Fottamaker è il secondo album discografico solista del rapper italiano Asher Kuno, pubblicato nel 2004.

## Tracce
1. Sono pronto
2. Il perfetto
3. Non si piega
4. Bisogno di stimoli (feat. Ape & Dok)
5. Disegnatori (feat. Cheb)
6. Scene di provincia
7. Menti da rap (feat. Jap, Zampa, Mistaman, Rido)
8. Passi falsi
9. Il mondo dei perché
10. Principi principianti (feat. Spregiudicati)
11. The Fottamaker
12. Interferenze (feat. Jack the Smoker)
13. Testimoni scomodi (feat. Blodi B e Naghe)
14. Il cammino (feat. Gomez)
15. Stuntman
16. Mani nelle mani (feat. Slade)
17. Barre pt.3 (feat. Duein, Mondo Marcio, Snake One, Vacca, Bat One, Gomez & Jack the Smoker)
18. Alziamo I Calici (Ghost Track) (feat. Jack the Smoker)